# بدر نشمي العنزي
بدر نشمي جاعد العنزي (1979-) سياسي كويتي، نائب سابق في مجلس الأمة الكويتي.

## السيرة الذاتية
وُلد بدر نشمي بالكويت عام 1979، وحصل على بكالوريوس إعلام من جامعة الكويت، وشارك لأول مرة في انتخابات مجلس الأمة الكويتي 2022 في الدائرة الثانية، وحصل على المركز الرابع عشر برصيد 1,664 صوت وخسر بالانتخابات، كما شارك في انتخابات مجلس الأمة الكويتي 2023 في الدائرة الثانية، وحصل على المركز السابع برصيد 2,752 صوت وفاز بالانتخابات.

## نشاطه الجامعي
- حاصل على بكالوريوس إعلام من جامعة الكويت.
- موظف في الهيئة العامة للاتصالات.
- نائب رئيس الهيئة الإدارية للاتحاد الوطني لطلبة جامعة الكويت.
- نائب رئيس الهيئة التنفيذية للاتحاد الوطني لطلبة جامعة الكويت (2005-2006).
- رئيس مجلس إدارة مجلس الاتحاد (2009-2011).